# برنامه مدارگرد ماه

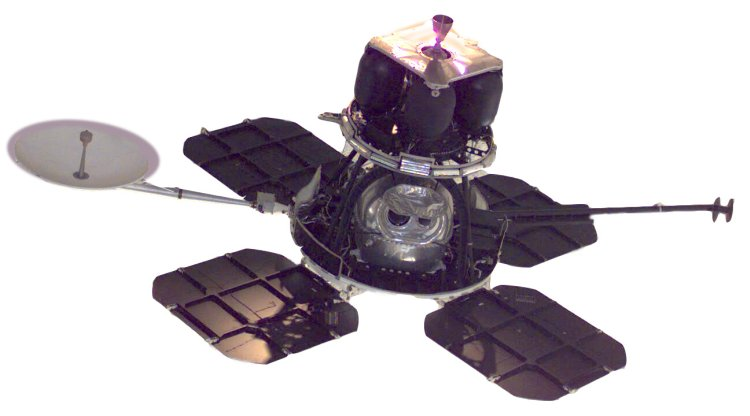
فضاپیمای مدارگرد ماه (ناسا)

برنامه مدارگرد ماه (انگلیسی: Lunar Orbiter program) مجموعه ماموریت‌های پنج فضاپیمای رباتیک در مدار ماه بود که طی سال‌های ۱۹۶۶ تا ۱۹۶۷ توسط ایالات متحده آمریکا به فضا پرتاب شد. هدف این برنامه کمک به تعیین محل فرود فضاپیمای آپولو بر روی سطح ماه از طریق نقشه‌برداری از سطح این سیاره بود. فضاپیماهای این برنامه برای نخستین بار تصاویری از مدار ماه را تهیه و ارسال کردند.
همه پنج مأموریت این برنامه موفق بود و ۹۹٪ سطح ماه به کمک عکس‌هایی با قدرت تفکیک ۶۰ متر یا بالاتر، نقشه‌برداری شد.